# 楊鎡 (弘治進士)
楊鎡（1464年—？），字號不詳，順天府涿州人，軍籍，明朝政治人物。

## 生平
順天府鄉試舉人，弘治十八年（1505年），登乙丑科會試第七十一名，三甲第一百二十一名進士。正德三年（1508年）任山東章丘縣知縣，升寧海州知州。

## 家族
曾祖父楊暹；祖父楊□；父楊□，母张氏；繼母梁氏。具庆下。